# Algolvariabel
Algol-variabler eller dubbelstjärnor av Algoltyp är en klass av förmörkande dubbelstjärnor som ur utvecklingssynvinkel är relaterade till prototypen för denna klass, β Persei (Beta Persei, Algol). En dubbelstjärna av Algoltyp är en halvseparerad konstellation där primärstjärnan är av tidig typ, en stjärna i huvudserien som inte fyller sin Roche-lob, medan den svalare, svagare, större, mindre massiva sekundärstjärnan ligger ovanför huvudserien i ett Hertzsprung-Russell-diagram och fyller sin Roche-lob. Tidigt i dess historia skulle sekundärstjärnan ha varit mer massiv och utvecklats först för att överfylla dess Roche-lob. Efter snabbt massautbyte blev den fyllande stjärnan mindre massiv än sin följeslagare.
När den svalare komponenten passerar framför den hetare, blockeras en del av dennas ljus och den totala ljusstyrkan i stjärnparet, som ses från jorden, minskar temporärt. Detta är dubbelstjärnans primära minima. Total ljusstyrka kan också minska, men i mindre omfattning, när den varmare komponenten passerar framför den svalare. Detta är det sekundära läget.
Perioden eller tidsintervallet mellan två primärminima är mycket regelbundet över måttliga tidsperioder (månader till år), som bestäms av dubbelstjärnans omloppsperiod, den tid det tar för de två stjärnorna att fullborda ett varv runt varandra. De flesta Algol-variablerna är ganska täta dubbelstjärnor, och därför är deras perioder korta, vanligtvis några dygn. Den kortast kända perioden är 0,1167 dagar (~ 2h 48m, HW Virginis). Den längsta är 9 892 dygn (27 år, Epsilon Aurigae). Under långa tidsperioder kan olika effekter orsaka att perioden varierar; i vissa Algol-par kan massöverföring mellan tätt förbundna variabler orsaka monotona ökningar av perioden. Om en komponent i paret är magnetiskt aktiv kan Applegate-mekanismen orsaka återkommande förändringar i perioden i storleksordningen ΔP / ∆P/P ≈ 10−5, magnetisk bromsning. Även effekterna av en tredje komponent i ett mycket excentriskt omlopp i konstellationen kan orsaka större förändringar av perioden.
Komponenter i dubbelstjärnan Algol har en sfärisk eller något ellipsoid form. Detta skiljer dem från de så kallade Beta Lyrae-variablerna och W Ursae Majoris-variablerna, där de två komponenterna är så nära att gravitationseffekter leder till allvarliga deformationer av båda stjärnorna.
Generellt är amplituden hos ljusstyrkevariationerna av storleksordningen en magnitud, den största variationen som är känd är 3,4 magnituder (V342 Aquilae). Komponenterna kan ha vilken spektraltyp som helst, men i de flesta fall har den ljusare komponenten spektralklass B, A, F eller G.
Variabiliteten hos Algol (Bayer-beteckning Beta Persei), prototypen för denna typ av variabel stjärna, registrerades första gången 1667 av Geminiano Montanari. Mekanismen för att den var variabel förklarades dock först korrekt av John Goodricke 1782. Många tusentals dubbelstjärnor av Algol-typ är nu kända och den senaste utgåvan av General Catalog of Variable Stars (2003) listar 3 554 av dem (9 procent av alla variabla stjärnor).

## Undergrupper
Åtminstone tre olika undertyper av Algolvariabel särskiljs:
- AR Lacertae-variabler (GCVS-typ: EA/AR) som är en undergrupp där båda komponenterna är underjättar.
- EL Canum Venaticorum-variabler (GCVS-typ: EA/EL) där komponenterna är en vit dvärg i förstadium och en följeslagare som ligger tidigt i sin utveckling i huvudserien.
- HW Virgins-variabler (GCVS-typ:EA/GW) där komponenterna är en het vit subdvärg och en följeslagare som är röd eller brun dvärg. HW Vir-variabler uppvisar en påtaglig reflektionseffekt.

## Exempel på stjärnor Algoltyp
| Benämning (namn)          | Stjärnbild   | Upptäckt                  | Skenbar magnitud (Maximum) | Skenbar magnitud (Minimum) | Amplitud | Period     | Undertyp | Spektraltyper (förmörkande komponenter) | Kommentar                                |
| ------------------------- | ------------ | ------------------------- | -------------------------- | -------------------------- | -------- | ---------- | -------- | --------------------------------------- | ---------------------------------------- |
| ε Aur                     | Kusken       | J.H. Fritsch, 1821        | 2m.92                      | 3m.83                      | 0,91     | 27,08 år   | GS       | F0 Iab + ~ B5V                          |                                          |
| U Cep                     | Cepheus      |                           | 6m.75                      | 9m.24                      | 2,49     | 2,49305 d  |          |                                         |                                          |
| R CMa                     | Stora hunden |                           | 5m.70                      | 6m.34                      | 0,64     | 1,13594 d  | SD       |                                         | trippelstjärna                           |
| S Cnc                     | Kräftan      | Hind, 1848                | 8m.29                      | 10m.25                     | 1,96     | 9,48455 d  | DS       |                                         |                                          |
| α CrB (Alphecca or Gemma) | Norra kronan |                           | 2m.21 (B)                  | 2m.32 (B)                  | 0,11     | 17,35991 d | DM       | A0V + G5V                               |                                          |
| U CrB                     | Norra kronan |                           | 7m.66                      | 8m.79                      | 1,13     | 3,45220 d  | SD       |                                         |                                          |
| u Her (68 Her)            | Herkules     |                           | 4m.69                      | 5m.37                      | 0,68     | 2,05103 d  | SD       |                                         |                                          |
| VW Hya                    | Vattenormen  |                           | 10m.5                      | 14m.1                      | 3,6      | 2,69642 d  | SD       |                                         |                                          |
| δ Ori (Mintaka)           | Orion        | John Herschel, 1834       | 2m.14                      | 2m.26                      | 0,12     | 5,73248 d  | DM       | O9.5 II + B0.5III                       |                                          |
| VV Ori                    | Orion        |                           | 5m.31                      | 5m.66                      | 0,35     | 1,48538 d  | KE       |                                         |                                          |
| β Per (Algol)             | Perseus      | Geminiano Montanari, 1669 | 2m.12                      | 3m.39                      | 1,27     | 2,86730 d  | SD       | B8V + K0IIV                             | prototyp, trippelstjärna                 |
| ζ Phe                     | Fenix        |                           | 3m.91                      | 4m.42                      | 0,51     | 1,66977 d  | DM       | B6 V + B9 V                             | möjlig kvadruppelstjärna                 |
| U Sge                     | Pilen        |                           | 6m.45                      | 9m.28                      | 2,83     | 3,38062 d  | SD       |                                         |                                          |
| λ Tau                     | Oxen         | Baxendell, 1848           | 3m.37                      | 3m.91                      | 0,54     | 3,95295 d  | DM       | B3 V + A4 IV                            | trippelstjärna                           |
| δ Vel                     | Seglet       | Otero, Fieseler, 2000     | 1m.96                      | 2m.39                      | 0,43     | 45,15 d    | DM       | A2 IV + A4 V                            | trippelstjärna, möjlig kvintuppelstjärna |
| BL Tel                    | Teleskopet   | Luyten, 1935              | 7m.09                      | 8m.08                      | 0,99     | 778 d      | GS       | F4Ib+M                                  | ena komponenten kan vara variabel        |

DM = Ett åtskilt huvudseriesystem. Båda komponenterna är stjärnor i huvudserien och fyller inte sin inre Roche-lob
DS = Ett åtskilt system med en underjätte. Underjätten fyller inte sin inre kritiska yta
GS = Ett system där en eller båda stjärnorna är jättestjärnor eller superjättar. En av komponenterna kan vara en stjärna i huvudserien.
KE = Ett kontaktsystem av tidig (OA) spektral typ, båda komponenterna är nära i storlek av sina inre kritiska ytor.
SD = Ett halvåtskilt system där en stjärna fyller sin Roche-lob.